# Base de datos bibliográfica
Una base de datos bibliográfica o base de datos de citas es una base de datos de registros bibliográficos, una colección digital organizada de referencias a literatura publicada, incluidos artículos de revistas y periódicos, actas de conferencias, informes, publicaciones gubernamentales y legales, patentes, libros, etc. A diferencia de las entradas de catálogo de bibliotecas, una gran proporción de Los registros bibliográficos en las bases de datos bibliográficas describen artículos, documentos de conferencias, etc., en lugar de monografías completas, y generalmente contienen descripciones de temas muy ricas en forma de palabras clave, términos de clasificación de temas o resúmenes.
Puede ser una base de datos que contiene información sobre libros y otros materiales de una biblioteca (por ejemplo un catálogo de biblioteca) o bien, siguiendo la acepción más usada del término, un índice bibliográfico del contenido de un conjunto de revistas y otras publicaciones científicas como artículos científicos, actas de conferencias y congresos, capítulos de libros, etc. Estas bases de datos suelen tener formato electrónico y se consultan a través de Internet. Contienen citas bibliográficas, referencias, abstracts (resumen de una publicación científica) y, a menudo, el texto completo de los contenidos indexados, o enlaces al texto completo.
Muchas bases de datos científicas son bases de datos bibliográficas pero otras no lo son. 
- En Chemical Abstracts Service, CAS, por ejemplo, hay bases de datos de estructuras químicas, y
- En Entrez hay bases de datos de secuencias.

Fuera del ámbito de la ciencia, ocurre lo mismo: hay bases de datos que contienen citas de artículos de revistas de historia del arte y hay bases de datos de imágenes artísticas, como ARTstor.
Algunas bases de datos importantes se discuten a continuación. Para una lista de bases de datos bibliográficas por tema, ver Lista de bases de datos académicas y motores de búsqueda y List of academic databases and search engines.Se debe tener nombre del autor, si es de un libro especificar en que página se encuentra y si es de una dirección web colocar cuál es.

## Historia
El término bases de datos fue escuchado por primera vez  en un simposio celebrado en California en 1963.
En una primera aproximación, se puede decir que una base de datos es un conjunto de información relacionada que se encuentra agrupada o estructurada.
Desde el punto de vista informático, una base de datos es un sistema formado por un conjunto de datos almacenados en discos que permiten el acceso directo a ellos y un conjunto de programas que manipulen ese conjunto de datos.
Por su parte, un sistema de Gestión de Bases de datos es un tipo de software muy específico dedicado a servir de interfaz entre la base de datos, el usuario y las aplicaciones que la utilizan; o lo que es lo mismo, una agrupación de programas que sirven para definir, construir y manipular una base de datos, permitiendo así almacenar y posteriormente acceder a los datos de forma rápida y estructurada.
Actualmente, las bases de datos están teniendo un impacto decisivo sobre el creciente uso de las computadoras.
Pero para poder entender más profundamente una base de datos cabe entender su historia.

### Orígenes

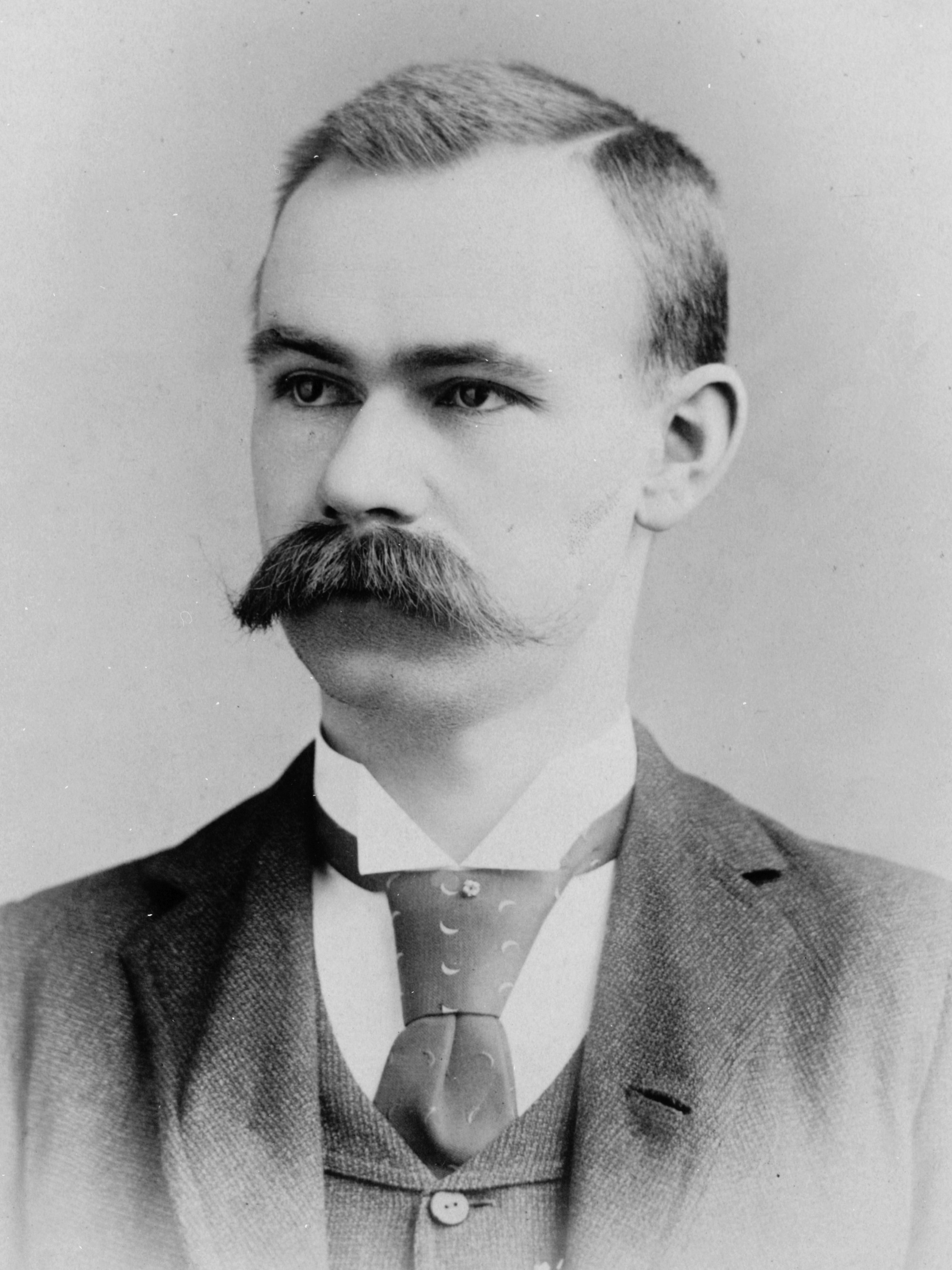
Herman Hollerith

Los orígenes de las bases de datos se remontan a la Antigüedad donde ya existían bibliotecas y toda clase de registros. Además también se utilizaban para recoger información sobre las cosechas y censos. Sin embargo, su búsqueda era lenta y poco eficaz y no se contaba con la ayuda de máquinas que pudiesen reemplazar el trabajo manual.
Posteriormente, el uso de las bases de datos se desarrolló a partir de las necesidades de almacenar grandes cantidades de información o datos. Sobre todo, desde la aparición de las primeras computadoras, el concepto de bases de datos ha estado siempre ligado a la informática.
En 1884 Herman Hollerith creó la máquina automática de tarjetas perforadas, siendo nombrado así el primer ingeniero estadístico de la historia. En esta época, los censos se realizaban de forma manual.
Ante esta situación, Hollerith comenzó a trabajar en el diseño de una máquina tabuladora o censadora, basada en tarjetas perforadas.
Posteriormente, en la década de los cincuenta se da origen a las cintas magnéticas, para automatizar la información y hacer respaldos. Esto sirvió para suplir las necesidades de información de las nuevas industrias. Y a través de este mecanismo se empezaron a automatizar información, con la desventaja de que solo se podía hacer de forma secuencial.

#### Década 1960
Posteriormente en la época de los sesenta, las computadoras bajaron los precios para que las compañías privadas las pudiesen adquirir; dando paso a que se popularizara el uso de los discos, cosa que fue un adelanto muy efectivo en la época, debido a que a partir de este soporte se podía consultar la información directamente, sin tener que saber la ubicación exacta de los datos.
En esta misma época se dio inicio a las primeras generaciones de bases de datos de red y las bases de datos jerárquicas, ya que era posible guardar estructuras de datos en listas y árboles.
Otro de los principales logros de los años sesenta fue la alianza de IBM y American Airlines para desarrollar SABRE, un sistema operativo que manejaba las reservas de vuelos, transacciones e informaciones sobre los pasajeros de la compañía American Airlines.
Y, posteriormente, en esta misma década, se llevó a cabo el desarrollo del IDS desarrollado por Charles Bachman ( que formaba parte de la CODASYL) supuso la creación de un nuevo tipo de sistema de bases de datos conocido como modelo en red que permitió la creación de un estándar en los sistemas de bases de datos gracias a la creación de nuevos lenguajes de sistemas de información.
CODASYL (Conference on Data Systems Languages) era un consorcio de industrias informáticas que tenían como objetivo la regularización de un lenguaje de programación estándar que pudiera ser utilizado en multitud de ordenadores.
Los miembros de este consorcio pertenecían a industrias e instituciones gubernamentales relacionadas con el proceso de datos, cuya principal meta era promover un análisis, diseño e implementación de los sistemas de datos más efectivos; y aunque trabajaron en varios lenguajes de programación como COBOL, nunca llegaron a establecer un estándar fijo, proceso que se llevó a cabo por ANSI.

#### Década 1970
Por lo que respecta a la década de los setenta, Edgar Frank Codd, científico informático inglés conocido por sus aportaciones a la teoría de bases de datos relacionales, definió el modelo relacional a la par que publicó una serie de reglas para los sistemas de datos relacionales a través de su artículo “Un modelo relacional de datos para grandes bancos de datos compartidos”.
Este hecho dio paso al nacimiento de la segunda generación de los Sistemas Gestores de Bases de Datos.
Como consecuencia de esto, durante la década de 1970, Lawrence J. Ellison, más conocido como Larry Ellison, a partir del trabajo de Edgar F. Codd sobre los sistemas de bases de datos relacionales, desarrolló el Relational Software System, o lo que es lo mismo, lo que actualmente se conoce como Oracle Corporation, desarrollando así un sistema de gestión de bases de datos relacional con el mismo nombre que dicha compañía.
Posteriormente en la época de los 80 también se desarrollará el SQL (Structured Query Language) o lo que es lo mismo un lenguaje de consultas o lenguaje declarativo de acceso a bases de datos relacionales que permite efectuar consultas con el fin de recuperar información de interés de una base de datos y hacer cambios sobre la base de datos de forma sencilla; además de analiza grandes cantidades de información y permitir especificar diversos tipos de operaciones frente a la misma información, a diferencia de las bases de datos de los años ochenta que se diseñaron para aplicaciones de procesamiento de transacciones.
Pero cabe destacar que ORACLE es considerado como uno de los sistemas de bases de datos más completos que existen en el mundo, y aunque su dominio en el mercado de servidores empresariales ha sido casi total hasta hace relativamente poco, actualmente sufre la competencia del SQL Server de la compañía Microsoft y de la oferta de otros Sistemas Administradores de Bases de Datos Relacionales con licencia libre como es el caso de PostgreSQL, MySQL o Firebird que aparecerían posteriormente en la década de 1990.

#### Década 1980
Por su parte, a principios de los años ochenta comenzó el auge de la comercialización de los sistemas relacionales, y SQL comenzó a ser el estándar de la industria, ya que las bases de datos relacionales con su sistema de tablas (compuesta por filas y columnas) pudieron competir con las bases jerárquicas y de red, como consecuencia de que su nivel de programación era sencillo y su nivel de programación era relativamente bajo.

#### Década 1990
En la década de 1990 la investigación en bases de datos giró en torno a las bases de datos orientadas a objetos. Las cuales han tenido bastante éxito a la hora de gestionar datos complejos en los campos donde las bases de datos relacionales no han podido desarrollarse de forma eficiente. Así se desarrollaron herramientas como Excel y Access del paquete de Microsoft Office que marcan el inicio de las bases de datos orientadas a objetos.
Así se creó la tercera generación de sistemas gestores de bases de datos.
Fue también en esta época cuando se empezó a modificar la primera publicación hecha por ANSI del lenguaje SQL y se empezó a agregar nuevas expresiones regulares, consultas recursivas, triggers y algunas características orientadas a objetos, que posteriormente en el siglo XXI volverá a sufrir modificaciones introduciendo características de XML, cambios en sus funciones, estandarización del objeto sequence y de las columnas autonuméricas. Y además, se creará la posibilidad de que SQL se pueda utilizar conjuntamente con XML, y se definirá las maneras de cómo importar y guardar datos XML en una base de datos SQL. Dando así, la posibilidad de proporcionar facilidades que permiten a las aplicaciones integrar el uso de XQuery (lenguaje de consulta XML) para acceso concurrente a datos ordinarios SQL y documentos XML. Y posteriormente, se dará la posibilidad de usar la cláusula order by.
Aunque el boom de la década de los noventa será es el nacimiento del World Wide Web a finales de la década, ya que a través de este se facilitará la consulta a bases de datos.

#### Siglo XXI
En la actualidad, las tres grandes compañías que dominan el mercado de las bases de datos son IBM, Microsoft y Oracle. Por su parte, en el campo de internet, la compañía que genera gran cantidad de información es Google. Aunque existe una gran variedad de software que  permiten crear y manejar bases de datos con gran facilidad, como por ejemplo LINQ, que es un proyecto de Microsoft que agrega consultas nativas semejantes a las de SQL a los lenguajes de la plataforma .NET. El objetivo de este proyecto es permitir que todo el código hecho en Visual Studio sean también orientados a objetos; ya que antes de LINQ la manipulación de datos externos tenía un concepto más estructurado que orientado a objetos; y es por eso que trata de facilitar y estandarizar el acceso a dichos objetos.
Cabe destacar que Visual Studio es un entorno de desarrollo integrado para sistemas operativos Windows que soporta varios lenguajes de programación tales como Visual C++, Visual#, Visual J#, ASP.NET y Visual Basic.NET, aunque se están desarrollando las extensiones necesarias para otros, cuyo objetivo es permitir crear aplicaciones, sitios y aplicaciones web, así como servicios web a cualquier entorno que soporte la plataforma .Net, creando así aplicaciones que intercomuniquen entre estaciones de trabajo, páginas web y dispositivos móviles.

## Clasificación de bases de datos
Las bases de datos pueden clasificarse de varias maneras, de acuerdo al contexto que se esté manejando, o la utilidad de la misma:

### Según la variabilidad de los datos almacenados

#### Bases de datos estáticas
Éstas son bases de datos de sólo lectura, utilizadas primordialmente para almacenar datos históricos que posteriormente se pueden utilizar para estudiar el comportamiento de un conjunto de datos a través del tiempo, realizar proyecciones y tomar decisiones.

#### Bases de datos dinámicas
Éstas son bases de datos donde la información almacenada se modifica con el tiempo, permitiendo operaciones como actualización, borrado y adición de datos, además de las operaciones fundamentales de consulta. Un ejemplo de esto puede ser la base de datos utilizada en un sistema de información de una tienda de abarrotes, una farmacia, un videoclub.

### Según el contenido

#### Bases de datos bibliográficas
Solo contienen un surrogante (representante) de la fuente primaria que permite recuperar el registro y localizar el documento original. Un registro típico de una base de datos bibliográfica contiene la información bibliográfica básica y puede contener un resumen o extracto de la publicación original, pero nunca el texto completo, porque si no, estaríamos en presencia de una base de datos a texto completo (o de fuentes primarias —ver más abajo). 
El tipo de información básica para una monografía o libro es: autor, fecha de publicación, editorial, título, edición, ISBN. Para un artículo de revista o publicación periódica la información bibliográfica básica es: autor, título, revista, año de publicación, volumen, número y páginas.

#### Bases de datos de texto completo
Almacenan las fuentes primarias, como por ejemplo, todo el contenido de todas las ediciones de una colección de revistas científicas.

#### Bases de datos o "bibliotecas" de información química o biológica
Son bases de datos que almacenan diferentes tipos de información proveniente de la química, las ciencias de la vida o médicas. Se pueden considerar en varios subtipos:
Las que almacenan secuencias de nucleótidos o proteínas. 
Las bases de datos de rutas metabólicas. 
Bases de datos de estructura, comprende los registros de datos experimentales sobre estructuras 3D de biomoléculas.

#### Bases de datos clínicas
Bases de datos bibliográficas (biológicas, químicas, médicas y de otros campos).

## Modelos de bases de datos
Existen diferentes maneras de ordenar y organizar la información para que este sea accesible para nosotros. No existe el sistema de ase de datos perfecto: hay que elegir aquella estructura que mejor se adapte a nuestras necesidades. Los siguientes son los tipos más comunes:
- Las bases de datos jerárquicas construyen una estructura de jerarquía con los datos que permite una estructuración muy estable cuando gestionamos una gran cantidad de datos muy interrelacionados.
- Las bases de datos en red derivan de las jerárquicas pero mejoran la gestión de datos redundantes manteniendo su rendimiento en consultas de datos.
- Las bases de datos transaccionales están diseñadas para el envío y recepción de datos a grandes velocidades y de forma continua. Su único fin es la recepción y envío de información pero la gestión de almacenamiento o redundancia están fuera de su propósito.
- Las bases de datos relacionales son las más utilizadas en aplicaciones reales. La información se almacena siempre haciendo referencia a otra por lo que se facilita la gestión y su uso por personal no especialista. En este modelo el lugar y la forma donde se guarde la información es secundario.
- Las bases de datos orientadas a objetos han surgido como concepto tras la aparición de los sistemas de programación orientada a objetos.
- Las bases de datos documentales están especializadas en el almacenamiento de textos completos, por lo que facilitan el tratamiento informatizado de grandes cadenas de caracteres.[5]

## Ejemplos de bases de datos
Una de las áreas de la informática que tiene más aplicaciones en muchos aspectos de la vida diaria son las bases de datos. Las bases de datos son  una forma organizar y relacionar la información de manera que encontrarla sea muy fácil. Las computadoras son herramientas que permiten almacenar grandes cantidades de información y que al estar guardada como bases de datos es muy fácil de recuperar. 
El software encargado del almacenamiento, organización y recuperación de la información almacenada en una base de datos se llama Sistema Gestor de Bases de Datos (DBMS por sus siglas en inglés). Los DBMS más populares son Oracle, INFORMIX, SQL Server, PROGRESS y MySQL entre otros, que utilizan un modelo llamado Modelo Relacional en el cual la información se almacena en tablas llamadas entidades, las que se relacionan unas con otras a través de campos comunes llamados campos llave. Las ventajas de este modelo de base de datos es que se reduce la redundancia, se aumenta la consistencia de la información y se permite el compartir los datos. 
Ejemplos de Bases de Datos Relacionales: 
- Sistema de Nómina: La información correspondiente a empleados, puestos y sueldos se encuentra relacionada y organizada de manera que se pueda realizar el pago de la nómina con seguridad.
- Sistemas de Contabilidad: Estos sistemas informáticos utilizan bases de datos para almacenar la información correspondiente a los movimientos contables de una empresa, la información de cuentas, subcuentas, grupos contables y movimiento cantables que se registran es almacenada en bases de datos que permiten no solamente obtener esta información rápidamente, sino que es posible realizar algunas operaciones para obtener nuevos datos  partir de los ya existentes.
- Sistemas Bancarios y Financieros. Los bancos hacen un gran uso de las bases de datos las cuales son ideales para manejar y organizar la información de los clientes y sus movimientos financieros, con la seguridad de que no existe ningún error en los montos que se manejan.[6]

## Bases de datos de libros de interés general en línea
Algunas bases de datos poseen más bien un interés general que un uso académico, y se construyen de un modo menos formal que las anteriormente citadas. 
- The Internet Book Database: (IBookDB) es una base de datos en línea con información sobre libros y autores con un componente de red social añadida. Se inició un esfuerzo para que fuese equivalente con los libros que IMDb con las películas. Actualmente contiene información sobre 250.000 libros con 800,000 ISBNs, 73,000 autores y 4,000 series, siendo una de las bases de datos más grandes del mundo sobre libros y autores.
- The Internet Book Database of Fiction: (IBDoF) es una base de datos en línea con información sobre libros de ficción. El sitio también aloja un sistema de mensajes dirigido a la discusión sobre libros. Actualmente contiene información sobre 36.000 libros y 4800 autoers. La comunidad tiene unos 1400 miembros activos que escriben unos 130.000 mensajes sobre 6500 temas diferentes.
- Internet Book List: (IBList) es una base de datos en línea con información sobre libros, autores, e historias breves.

El sitio está enteramente operado por voluntarios y contiene información sobre 65,000 obra incluyendo historias cortas (55,000 libros), 20,000 autores, 4800 series que los propios usuarios pueden comentar y valorar. 
- Internet Speculative Fiction Database Base de datos de Ficción Especulativa en Internet (ISFDB) es una base de datos de información bibliográfica sobre ciencia ficción y géneros relacionados como fantasía y terror.[7][8] ISFDB es un proyecto soportado por voluntarios con una base de datos y un wiki de código abierto que permite la edición y contribuciones de los usuarios.

## Bases de datos de libros de redes sociales
Hay varias bases de datos diseñadas principal o parcialmente para redes sociales. Motivan a los usuarios para que hagan sus propios catálogos, evalúen sus libros en el sitio web, y usen esta información para identificar a otros usuarios con intereses comunes. LibraryThing es un ejemplo grande y bien conocido. 

## Bases de datos de librerías
Con el objetivo principal de vender libros y otros productos. 
- La casa del libro
- FNAC
- AbeBooks
- Amazon.com
- Barnes & Noble

## Compilaciones de otras bases de datos
También conocidas como motores de metabúsqueda de libros, combinan los resultados de catálogos de varias bibliotecas y otras fuentes. 

### ISBNdb.com
ISBNdb.com  es un sitio web que intenta construir una base de datos libre consultando datos de libros a varias bibliotecas de todo el mundo. Luego los resultados se indexan por varios parámetros (autores, editores, temas, semejanza, etc.) y presentados en elsitio web en un formato organizado. Los registros originales también están disponiblespara descarga. En mayo de 2006, el sitio tenía datos de más de 2 millones de ISBNs únicas correspondientes a libros que pueden buscarse por título, ISBN, autor, temas y otros criterios. 
El sitio ISBNdb.com también ofrece disponibilidad y comparaciones de precios de libros en las principales librerías en línea como Amazon y otros distribuidores de libros (AbeBooks, Alibris, etc).  ISBNdb.com muestra la información sobre precios de modo inmediato, en paralelo a la muestra de información sobre el libro.
ISBNdb.com fue iniciado en 2001 por Andrew Maltsev como un proyecto de aficionado. Ahora es un proyecto de su compañía, Ejelta LLC.

### Proyecto de Biblioteca y Bibliografía digital, Digital Bibliography & Library Project (DBLP)
Digital Bibliography & Library Project (DBLP) rastrea las citas bibliográficas sobre informática. En julio de 2007, este sitio web listaba casi un millón de citas a artículos del campo de la informática.